# تيري ماك أوليف
تيري ماك أوليف (بالإنجليزية: Terry McAuliffe)‏ هو مصرفي ومحامي وسياسي أمريكي، ولد في 9 فبراير 1957 في سيراكيوز في الولايات المتحدة. حزبياً، نشط في الحزب الديمقراطي. وقد انتخب حاكم فرجينيا ‏ (11 يناير 2014 – 13 يناير 2018).

## وصلات خارجية
- تيري ماك أوليف على موقع IMDb (الإنجليزية)
- تيري ماك أوليف على موقع ميتاكريتيك (الإنجليزية)
- تيري ماك أوليف على موقع أول موفي (الإنجليزية)
- تيري ماك أوليف على موقع إن إن دي بي (الإنجليزية)
- تيري ماك أوليف على موقع قاعدة بيانات الفيلم (الإنجليزية)
- تيري ماك أوليف على موقع ليتربوكسد (الإنجليزية)
- تيري ماك أوليف على موقع كينوبويسك (الروسية)

- الموقع الرسمي